# アイ・ビリーヴ・イン・ユー
「アイ・ビリーヴ・イン・ユー」 (I Believe in You) はオーストラリアのシンガーソングライターのカイリー・ミノーグの楽曲である。

## 概要
2004年に発売されたベスト・アルバム『コンプリート・ベスト』のための新曲として書かれたこの曲はシザー・シスターズのメンバーであるジェイク・シアーズとベイビーダディーとの共作。イギリスで2位、全米クラブ・チャートでは3位のヒットを記録した。
カップリングの「B.P.M」はアルバム未収録。

## トラック・リスト
- UK CDシングル #1 / ヨーロッパ CDシングル #1

1. "I Believe in You" – 3:21
2. "B.P.M." – 4:07

- UK CDシングル #2 / ヨーロッパ CDシングル #2

1. "I Believe in You" – 3:21
2. "I Believe in You" (Mylo Vocal mix) – 6:02
3. "I Believe in You" (Skylark mix) – 7:57
4. "I Believe in You" （ミュージック・ビデオ）

- ヨーロッパ 12" レコード

1. "I Believe in You" – 3:21
2. ."I Believe in You" (Mylo dub) – 6:02
3. ."I Believe in You" (Skylark mix) – 7:57

- オーストラリア盤　CDシングル

1. "I Believe in You" – 3:21
2. "B.P.M." – 4:07
3. "I Believe in You" (Mylo Vocal mix) – 6:02
4. "I Believe in You" (Skylark mix) – 7:57
5. "I Believe in You" music video